# Edvin Öhrström

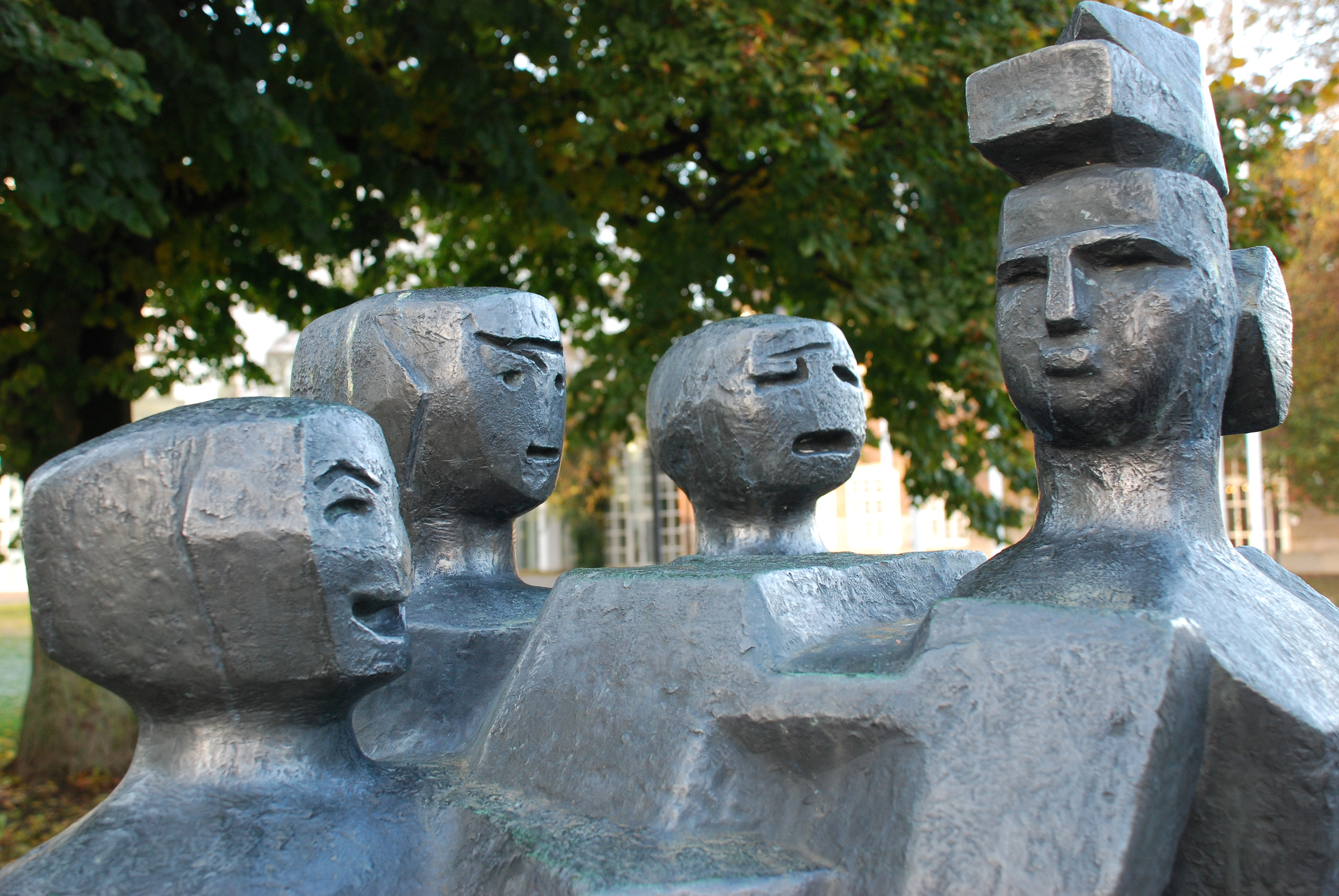
Musernas gunstling i Växjö.

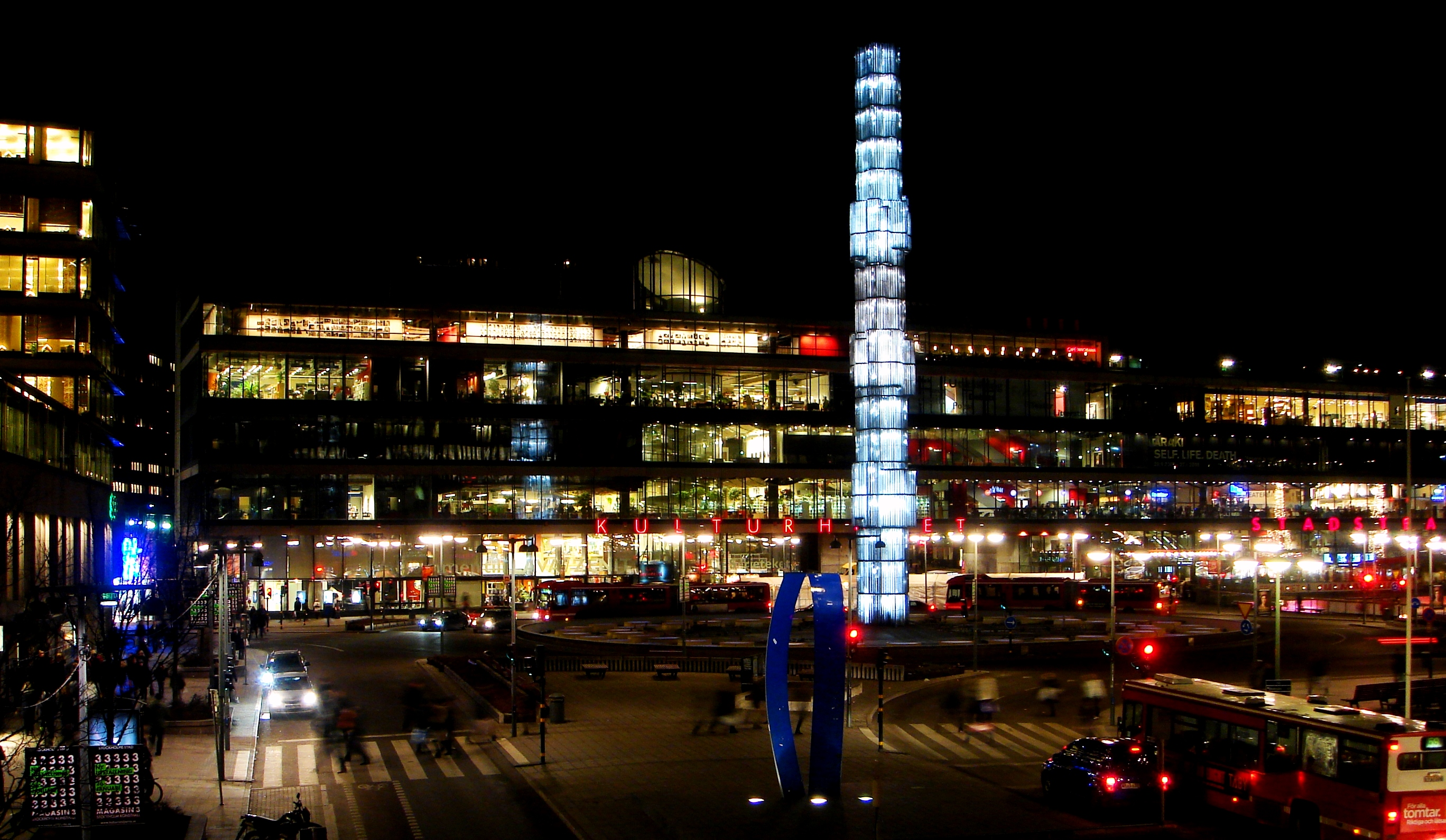
Öhrströms Kristallvertikalaccent framför Kulturhuset i Stockholm.

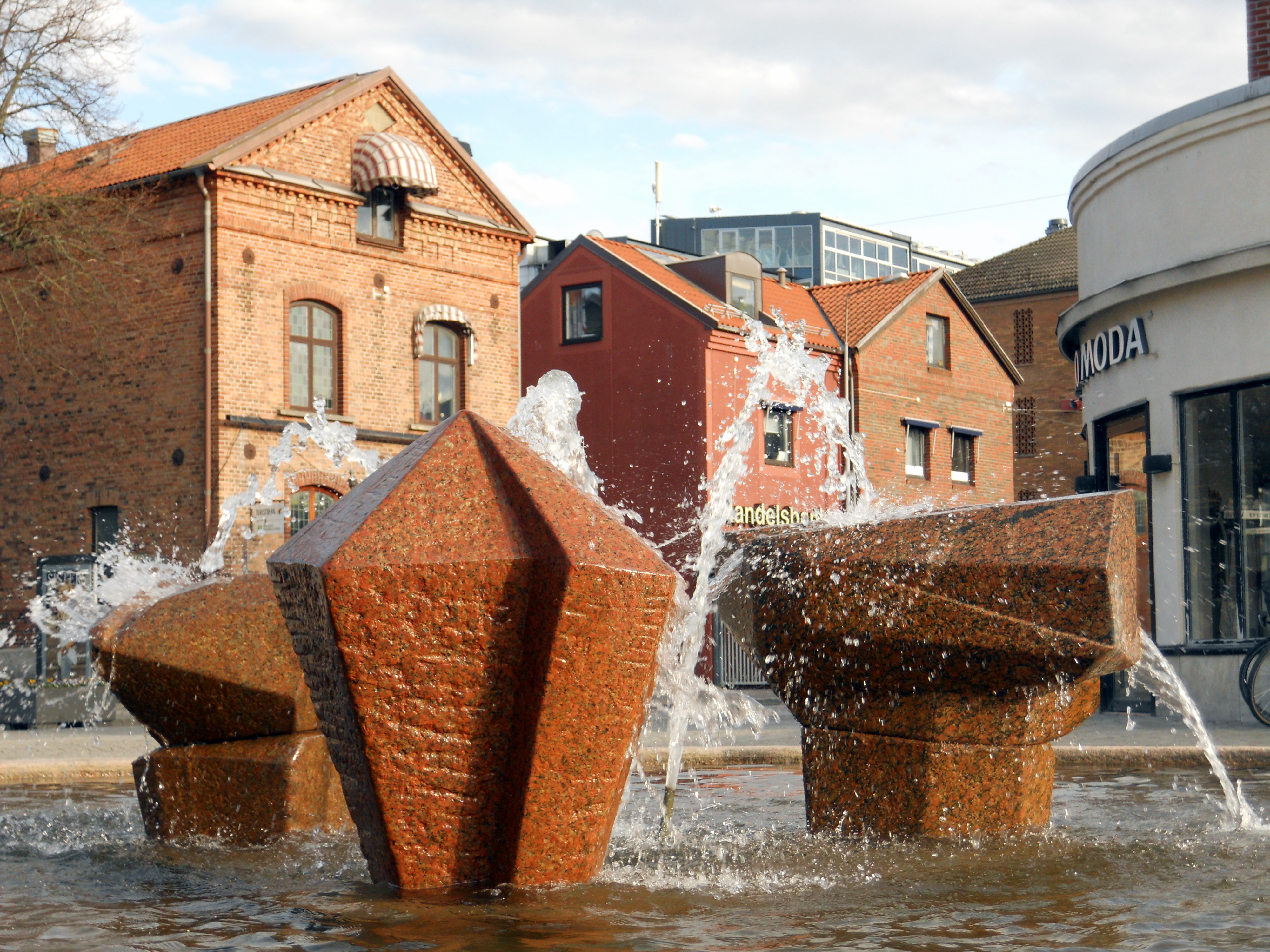
Torellbrunnen i Varberg, 1970

Karl Edvin Öhrström, född 22 augusti 1906 i Burlöv, död 2 december 1994, var en svensk skulptör, glaskonstnär, tecknare och grafiker.

## Liv och verk
Edvin Öhrström var son till snickeriförmannen Axel Öhrström och Ida Jönsson och från 1939 gift med Brita Wilhelmina Kugelberg. Öhrström växte upp i Halmstad, där hans far arbetade som hantverkare vid järnvägen. Efter att ha börjat som järnvägsarbetare 1923–1925, utbildade Öhrström sig till teckningslärare på Tekniska skolan i Stockholm 1925–1928 och på Konsthögskolans skulpturlinje 1928–1932 med Carl Milles och Nils Sjögren som lärare. Vid skolan tilldelades han en kanslermedalj 1930, en kunglig medalj och ett resestipendium 1932 som han använde för studieresor till bland annat Nederländerna, Frankrike, Italien, Tyskland och Belgien. Under sin tid i Paris 1932 studerade han på Académie Colarossi för Charles Despiau på Académie Scandinave Maison Watteau och för Fernand Léger på Académie Moderne och bedrev i övrigt självstudier av fransk katedralkonst och egyptisk skulptur. 
Åren 1936–1957 arbetade han efter förmedling av Edward Hald två månader per år för Orrefors glasbruk. Där använde han sig ofta av arielteknik, som uppfunnits tillsammans med mästaren Gustaf Bergkvist och konstnären Vicke Lindstrand. Senare arbetade han med Lindshammars glasbruk där han utvecklade sina skulpturer till prismor i ädelstensfärger som spelade med ljusets reflexioner och brytningar i glaset. Förutom glas formgav han Gustaf VI Adolfs 5- och 1-kronors samt 50-, 25-, och 10-öres mynten samt teckningar och litografier i ett uttrycksfullt maner. 
Edvin Öhrström vann en tävling om utsmyckning av Sergels Torg i Stockholm med en 37,5 meter hög stålkonstruktion med 60 000 glasprismor och upplyst inifrån. Juryns motivering var att "dess proportionering till platsen är övertygande och den utgör en accentuerad axel för hela cityområdet." Denna 130 ton tunga glaspelare, Kristall, vertikal accent i glas och stål, är tillverkad av stål, vilken är beklädd med arkitekturglas från Lindshammars glasbruk och invigdes 1974. Enligt Edvin Öhrströms ursprungliga intentioner skulle glaspelaren belysas inifrån. En sådan belysning installerades först 1993. Ljuskällan är fyra inuti obelisken monterade strålkastare med metallhalogenlampor på vardera 1 800 Watt och med en färgtemperatur på 5 600 Kelvingrader.
Separat ställde han ut i bland annat Malmö, Kalmar och på Galerie Blanche i Stockholm. Tillsammans med Bror Marklund och Gösta Fougstedt ställde han ut i Gävle 1954 och tillsammans med Alfred Manessier ställde han ut på Kunstnerernes Hus i Oslo. Han visade en större kollektion i samband med De ungas utställning på Liljevalchs konsthall 1954 och Riksförbundet för bildande konst visade vandringsutställningen Nordisk trio med hans, Haugen Sørensen och Reidar Aulies arbeten 1961–1962. Han medverkade några gånger i  Sveriges allmänna konstförenings salonger i Stockholm 1936–1941 och i Skånes konstförenings utställningar 1944–1962, Nordiska konstförbundets utställningar i Helsingfors och Göteborg, Liljevalchs Stockholmssalong 1959 och 1962 samt samlingsutställningar i Göteborg, Borås, Båstad Antwerpen, Rom och Tokyo. Han var representerad i utställningarna Skulptur i naturen som visades i Stockholm 1948, världsutställningen i Paris 1937 och Triennalen i Milano där han belönades med ett Grand prix 1955 Öhrström finns representerad vid bland annat Nationalmuseum, Moderna museet i Stockholm, Göteborgs konstmuseum, Kalmar konstmuseum, Malmö museum, Helsingborgs museum, Hallands konstmuseum, Röhsska konstslöjdmuseet, Orrefors glasbruksmuseum, Arkiv för dekorativ konst, Sörmlands museum och Metropolitan Museum of Art i New York. 
Öhrström är begravd på Skogsö kyrkogård i Saltsjöbaden.
| ”                      | Jag har alltid arbetat med glasets inneboende kraft. Glas är på sitt sätt så elegant. Jag vill få bort elegansen, jag vill ta fram glasets naturliga kraft! | „ |
| – Edvin Öhrström, 1986 | |   |

## Offentliga verk i urval
- Thalias två ansikten (1944), armaturrelief, Malmö Stadsteater
- Vårflickan (1950), brons, i foajén till Halmstads rådhus och utanför Folkets Hus i Varberg
- Ungdom (1940), Tuna Backar i Uppsala
- Till arbetets ära (1943), relief i granit, fasaden till Hattmakargatan 12 i Gävle
- Vid sjukhusets grindar (1945), röd granit, Karolinska Universitetssjukhuset Solna
- Lördagsflickan (1951), glasrelief, Folkets Hus i Eskilstuna
- Ungdom (1951), Vindelgatan 21–24 i Borås
- Kungamötet (1952), granit,  Stora Torg i Halmstad
- Hantverksstenen (1952), granit, Glasbruksklippan, Sandbacksgatan i Stockholm
- Tjurhuvud, (1953), glas, Biblioteket i Fagersta
- Den store hvide (1953), brons, Västertorps skulpturpark i Stockholm, Neglingeparken i Saltsjöbaden i Nacka och Arne Garborgs plass i Oslo
- Maria (1955), sydfasaden på Västerås stadsbibliotek
- Engelsk bulldog (1959), Lorensbergsgatan 4 i Malmö
- Pajazzo (1959), Sjöboskolan i Borås
- Ljuset (1959), glasvägg i entréhallen till Västerås stadshus, en halv trappa upp
- Vägskälet (1964), granit, utanför Tingshuset i Eslöv
- Torellbrunnen (1970), granit, Galleriaträdgården i Varberg
- Kristall, vertikal accent i glas och stål (1974), Sergels torg i Stockholm
- Altartavlan och dopfunten i Sankt Mikaels kyrka, Kulladal
- Rymdskeppet (1976), stål och glas, Norra Fäladen i Lund
- Rymdskeppet Aniara landar på Sallerupsskolans gård (1984), Sallerupsskolan i Eslöv
- Torellmonumentet (1970), Västra Vallgatan, Varberg, till minnet av geologen och polarforskaren Otto Torell (1828–1900)

## Bildgalleri, verk i urval

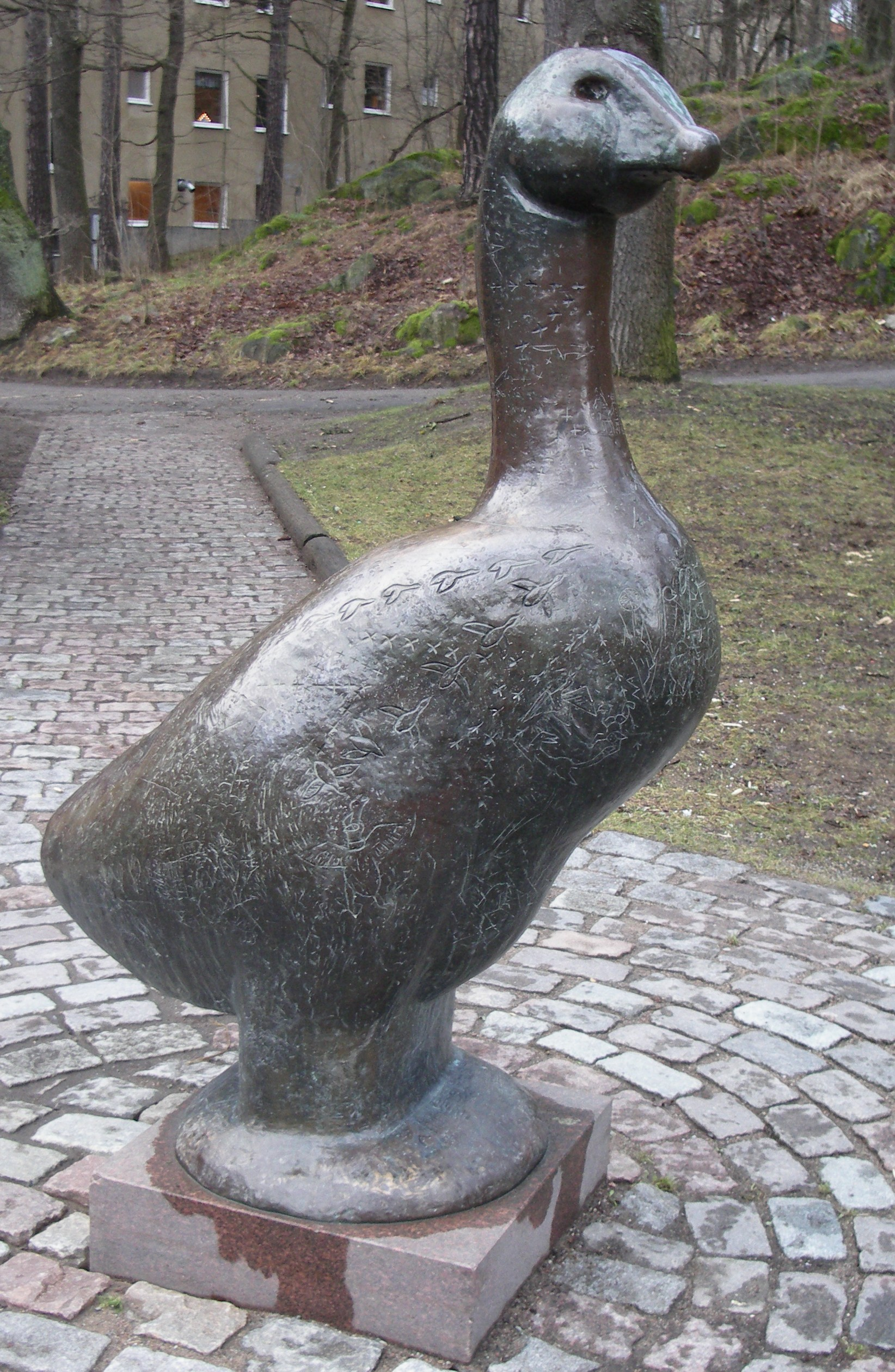
Den store hvide i Västertorps skulpturpark i Stockholm
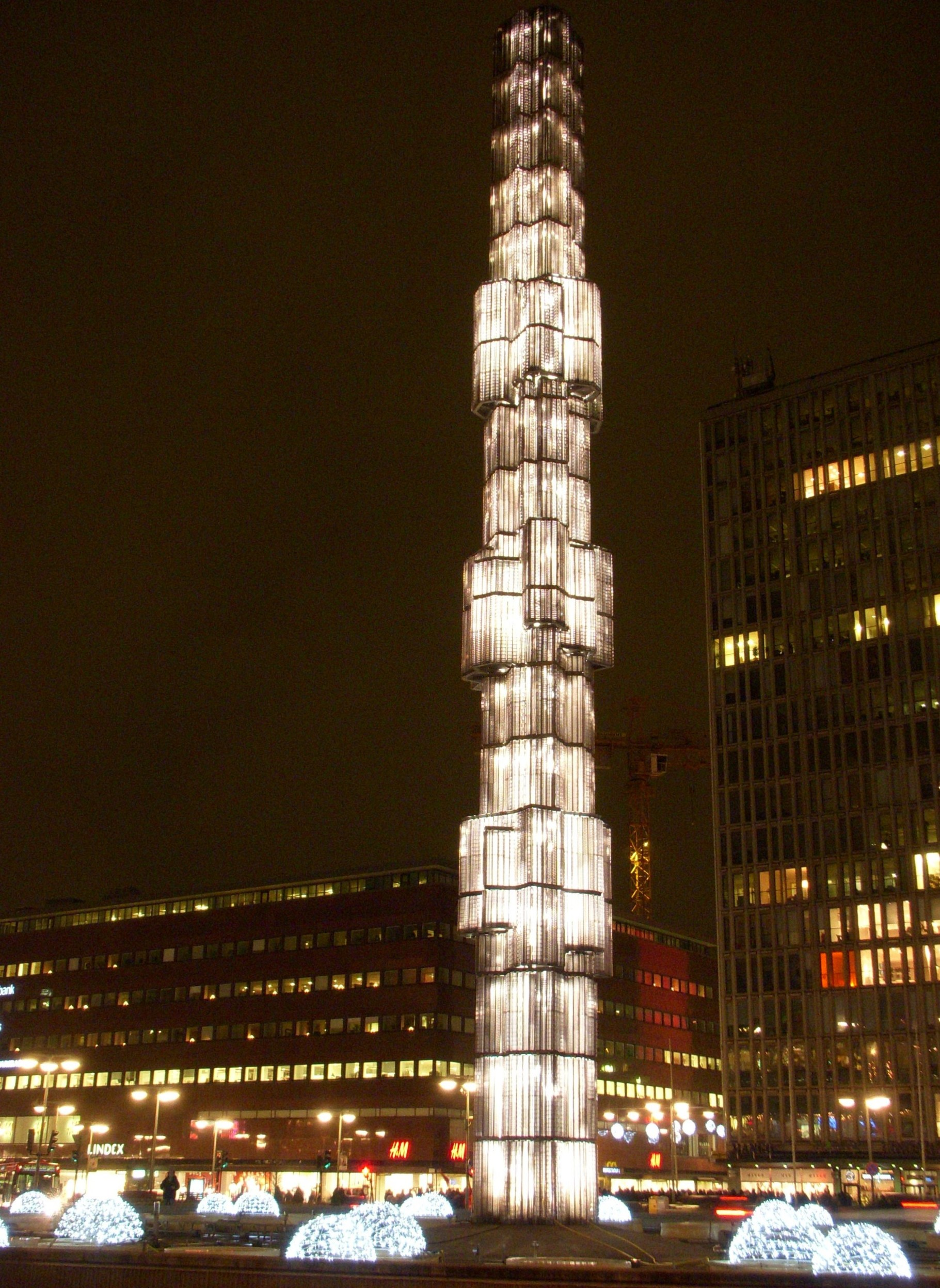
Kristall, vertikal accent i glas och stål på Sergels torg i Stockholm
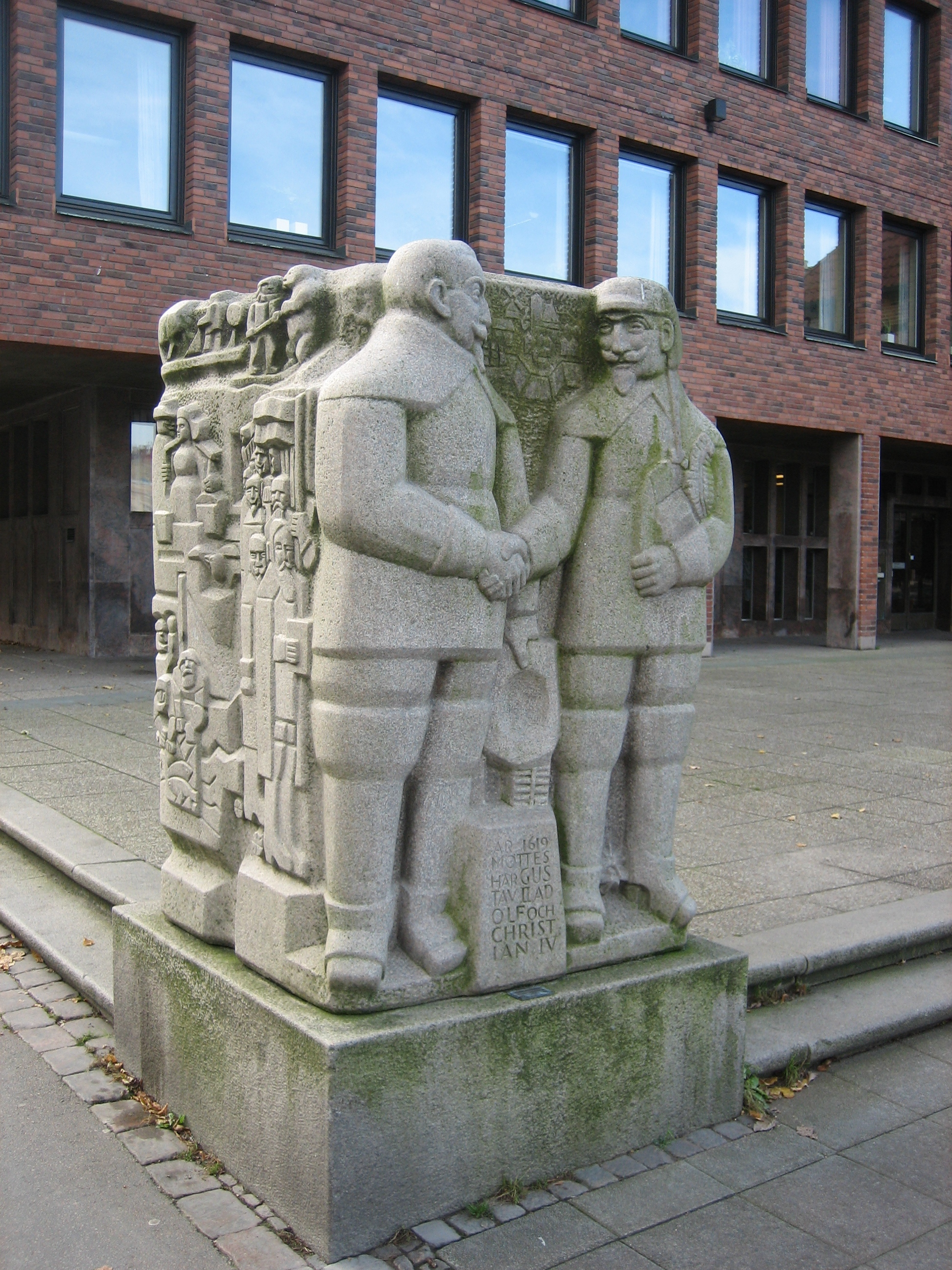
Kungamötet på Stora Torg i Halmstad
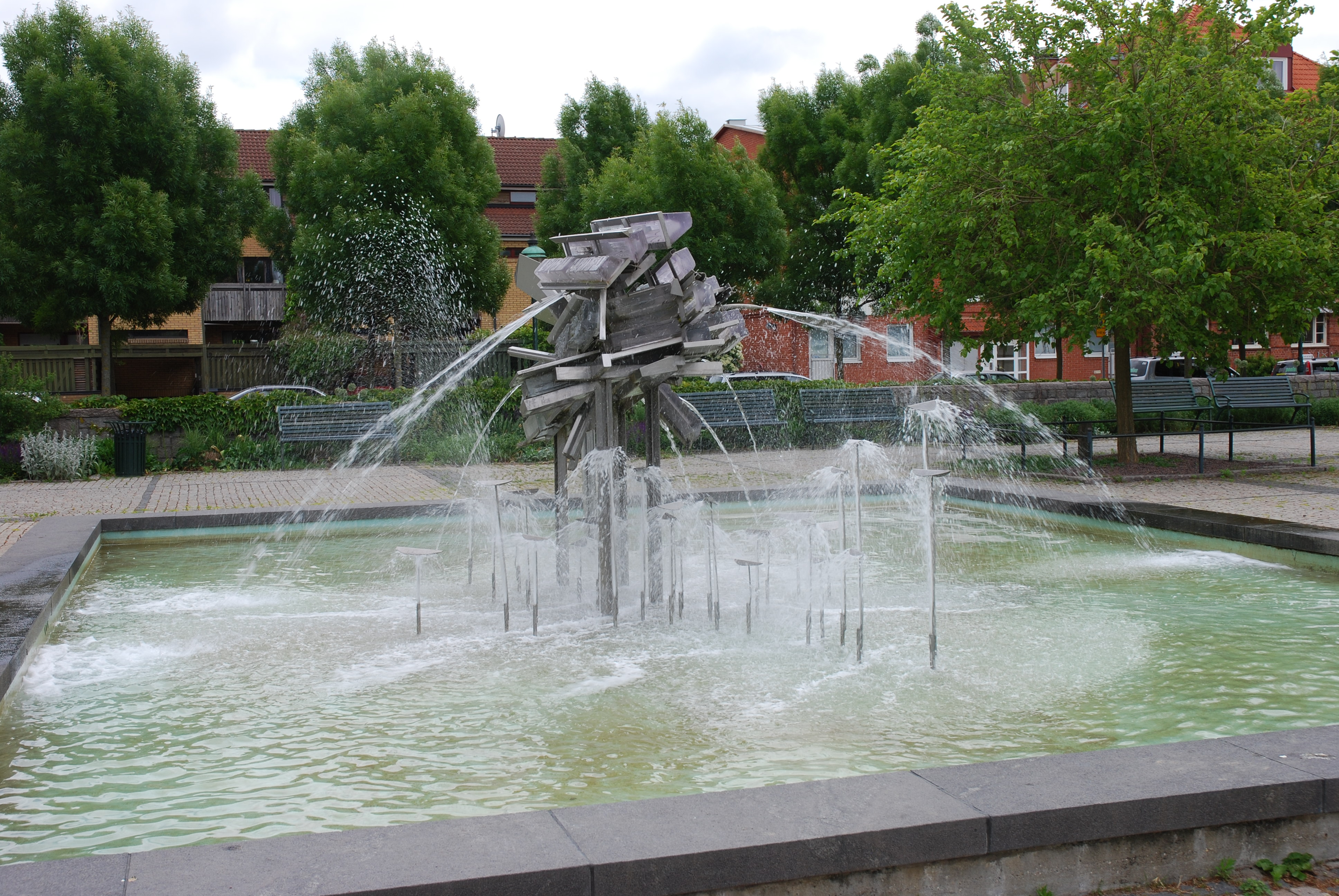
Vattenkristaller i Limhamn
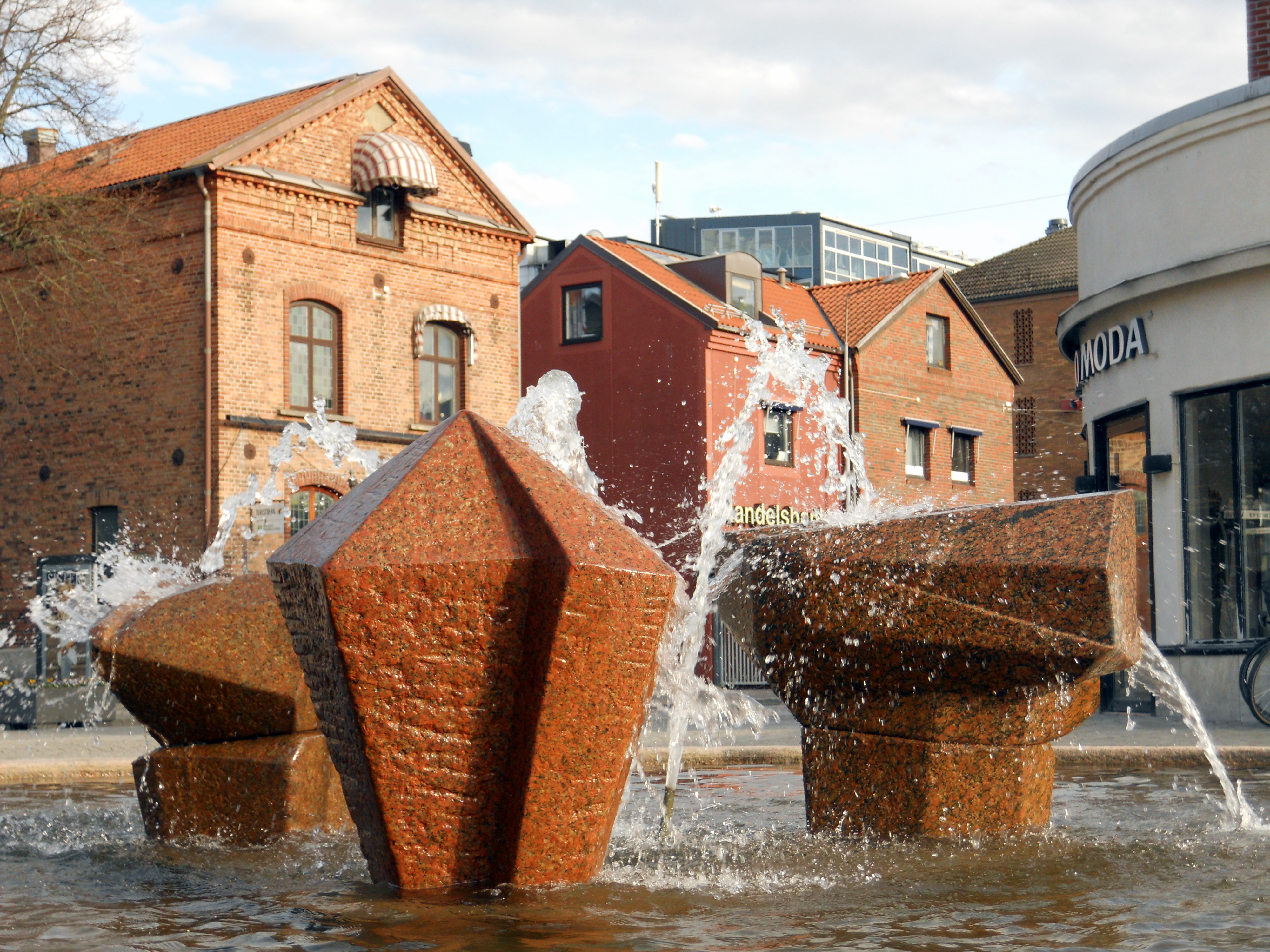
Torellbrunnen i Varberg
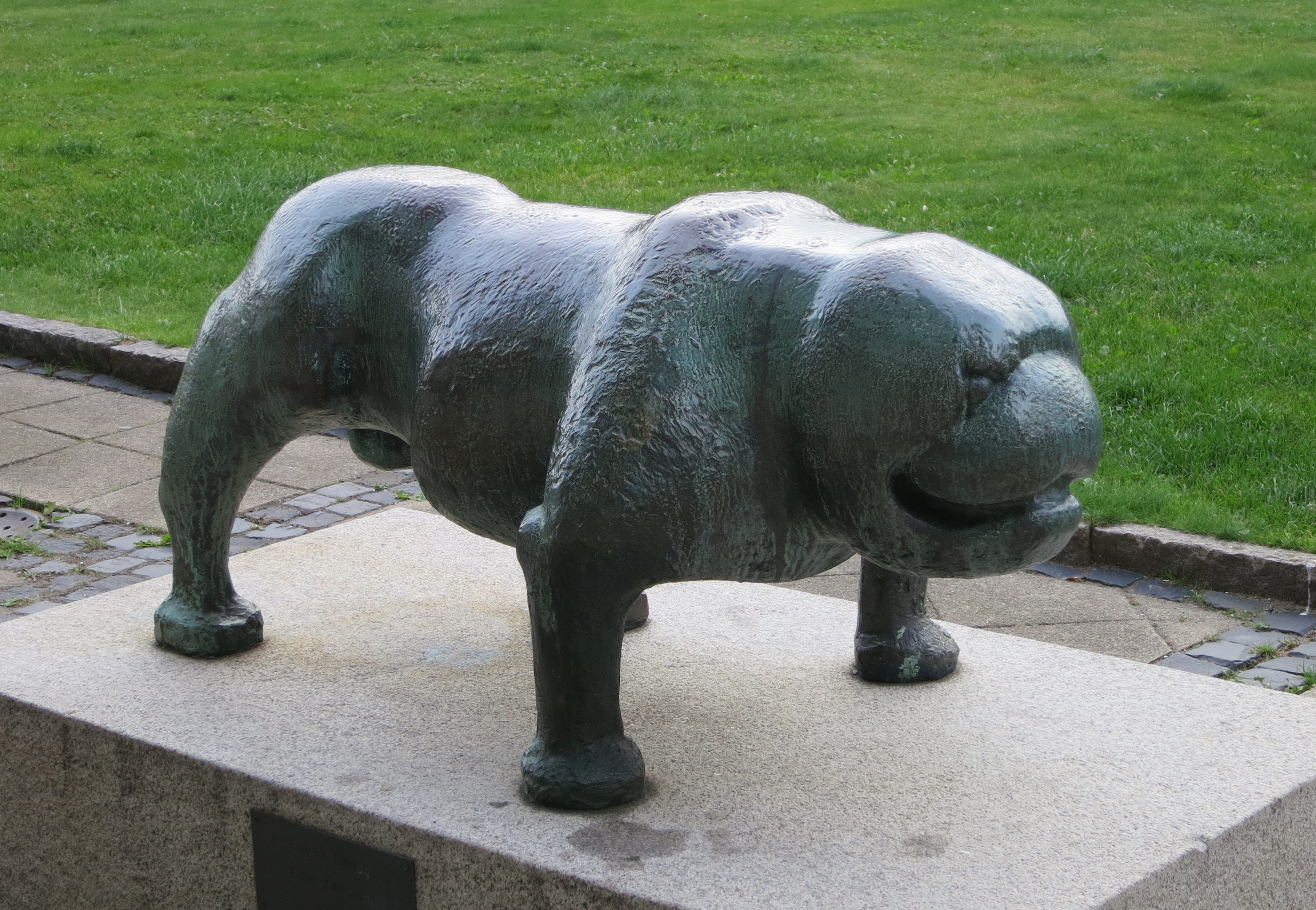
Engelsk bulldog i Malmö
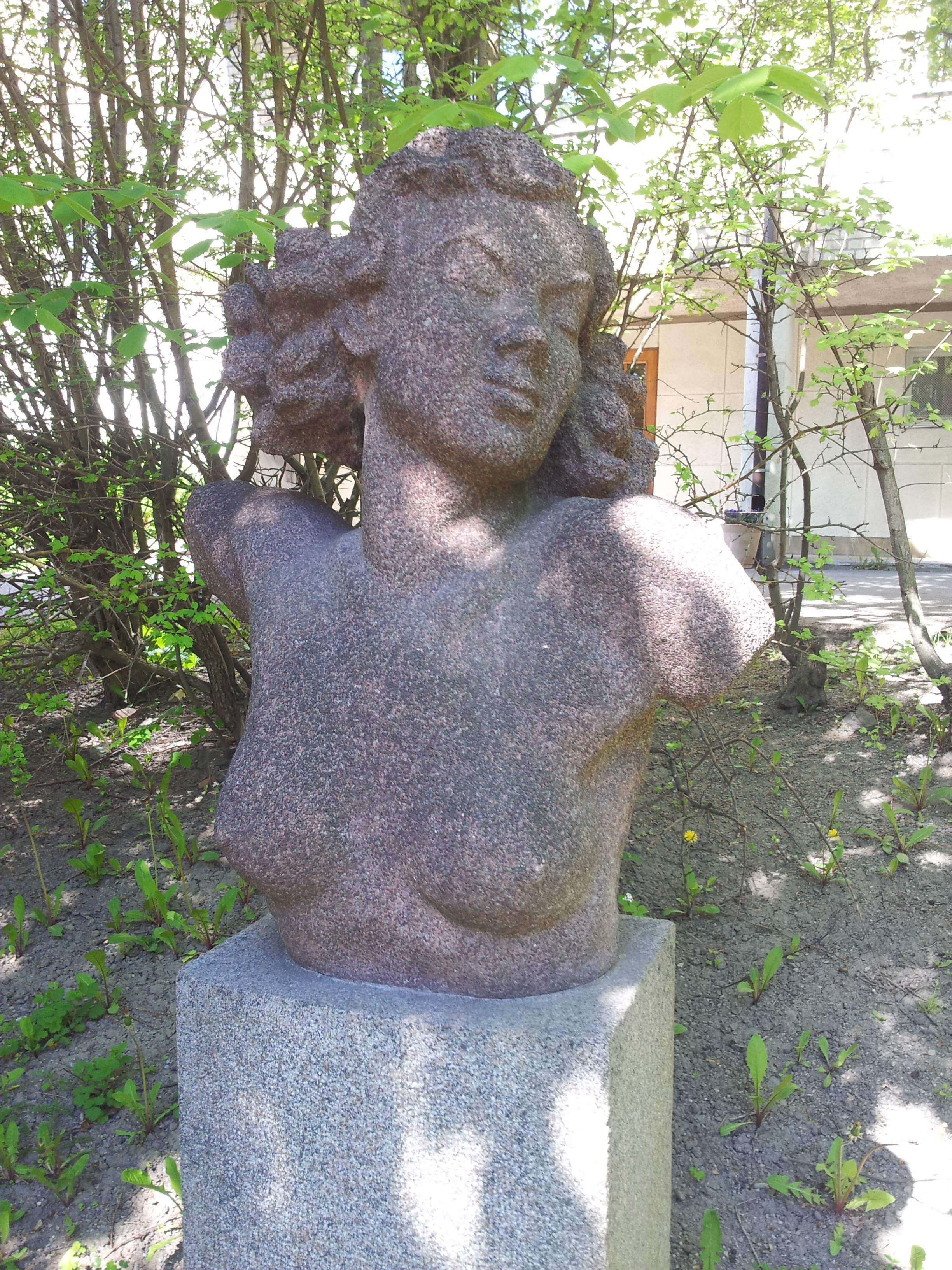
Kvinnobyst i Aspudden, Stockholm
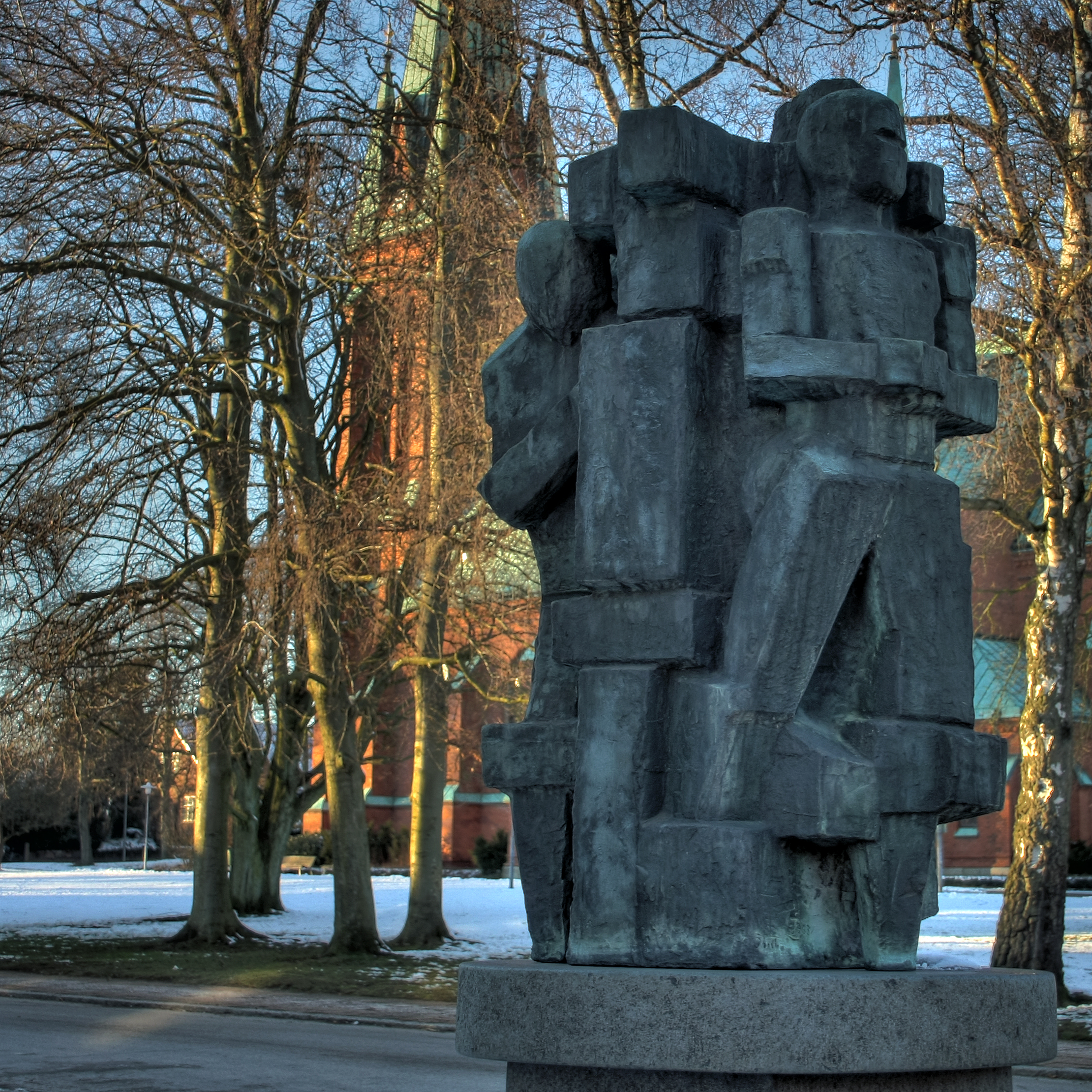
Vägskälet i Eslöv
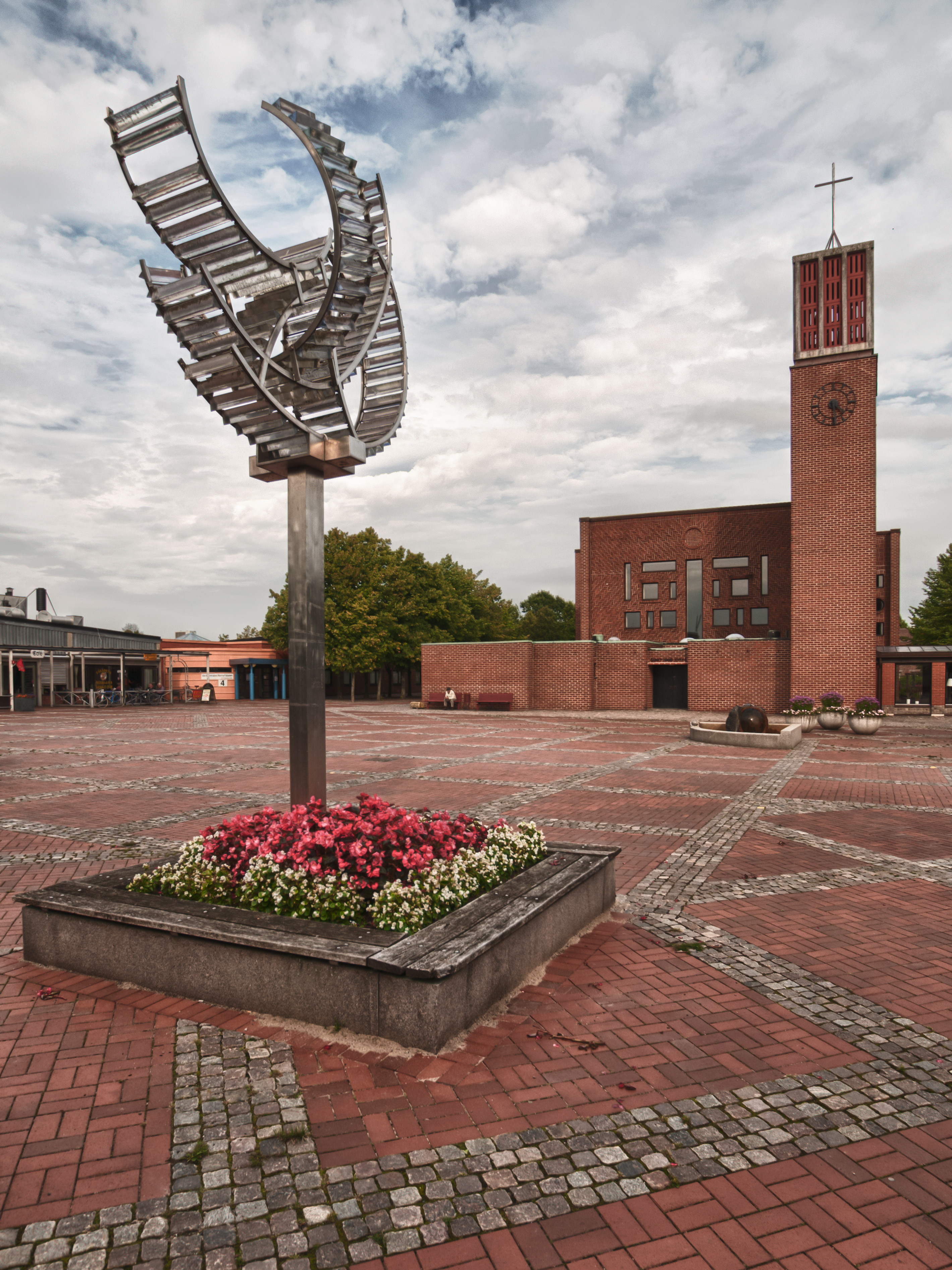
Rymdskeppet i Lund
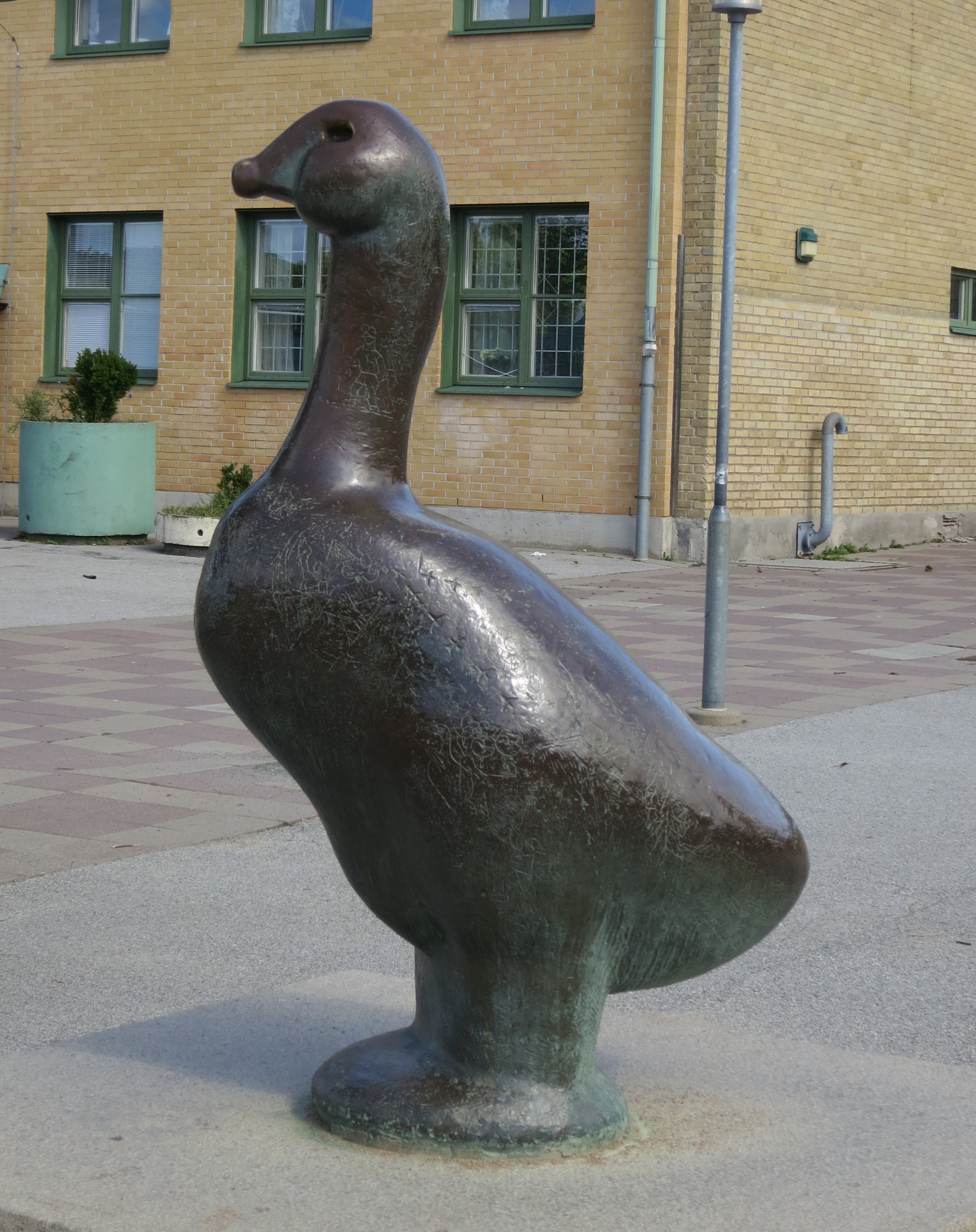
Gåsen i Malmö